# میل‌گرد

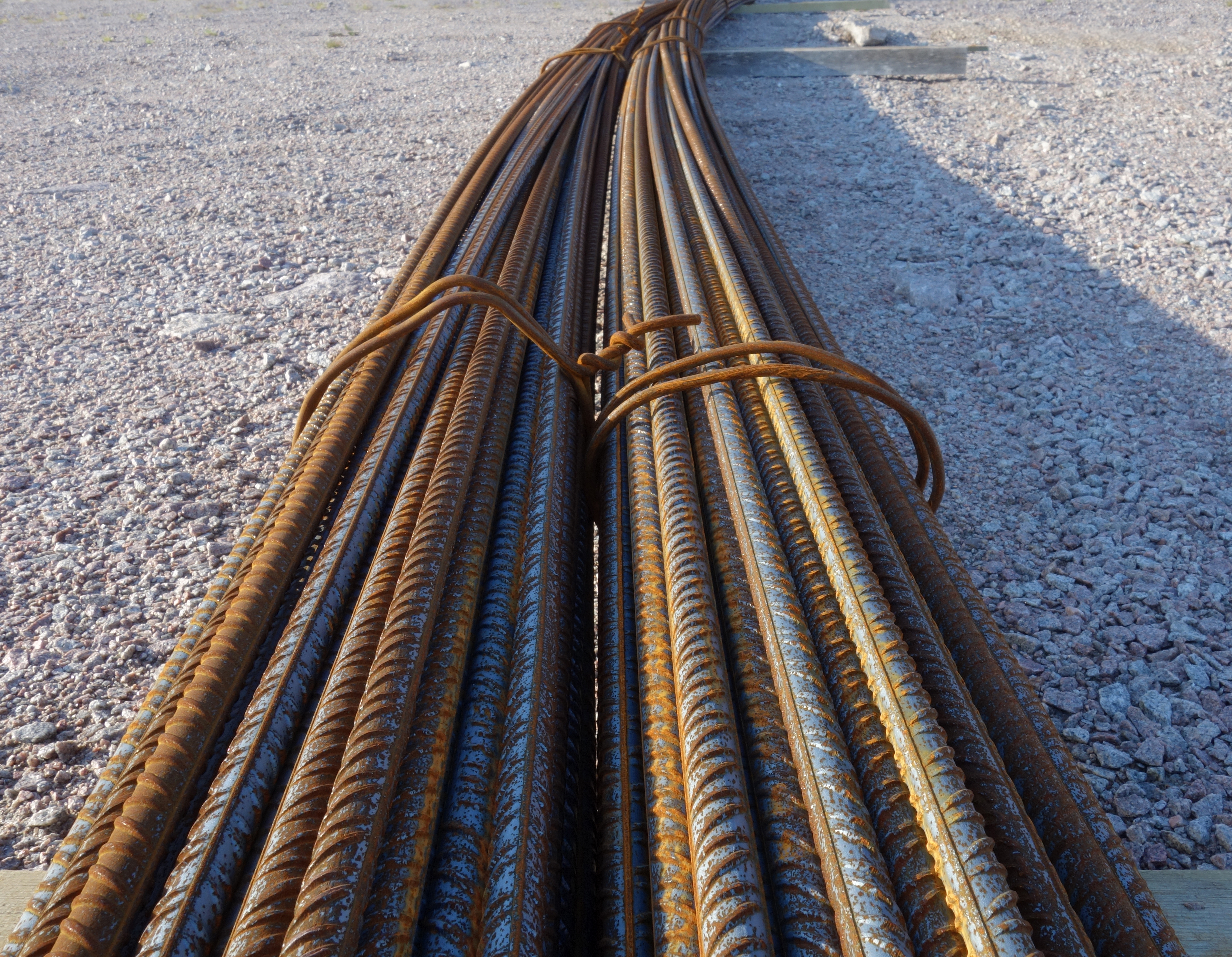
دو دسته میلگرد تمام قد که بر حسب نیاز نصب، خم یا بریده می‌شوند

میل‌گرد آهن آج‌دار آرماتور فولادی یا فیبر پلیمری تقویت شده ای است که در بتن برای جبران و بالا بردن مقاومت کششی پایین آن (بتن) مورد استفاده قرار می‌گیرد. فولاد یا فیبر پلیمری که به این منظور در سازه‌های بتن آرمه به کار می‌رود به شکل سیم یا میل‌گرد می‌باشد. در موارد خاصی از فولاد ساختمانی نظیر نیمرخ‌های {\displaystyle I} شکل، ناودانی یا قوطی نیز برای مسلح کردن بتن استفاده می‌شود. آج در میل‌گرد به منظور درگیر کردن فولاد در بتن است بدین منظور آج در میل‌گرد به صورت مارپیچ و با عمق استاندارد ایجاد می‌شود تا بتواند سطح درگیری میل‌گرد و بتن بالا رود.

## چگونگی روش تولید میلگرد و مراحل آن
روش های متداول تولید میلگرد
معمولاً برای تولید میلگرد از فرآیندی به نام نورداستفاده می‌شود. نورد در حقیقت یکی از رایج‌ترین روش‌های تولید مقاطع فولادی مختلف است .نورد به دو دسته گرم و سرد تقسیم می شود
نورد گرم:
متداول ترین روش که در آن شمش فولادی گداخته توسط غلتک‌هایی که در مسیر آن قرار گرفته‌اند، در معرض فشار قرار می‌گیرد.
مجموع مراحل تولید میلگرد را می‌توان به صورت زیر خلاصه کرد:
- گرم‌کردن ماده اولیه
- نورد شمش
- خنک کردن
- برش
- بسته‌بندی (بندیل‌بندی)

شمش‌های فولادی با طی کردن مراحل بالا در نهایت به میلگرد ساده تبدیل می‌شوند. به منظور تولید انواع آجدار این محصول، باید بعد از اجرای فرایند نورد با استفاده از دستگاه‌های مخصوص آج‌ها را بر روی بدنه کالا حک کرد.
نورد سرد:
برای تولید میلگردهای با مقاومت بالا از این روش استفاده می شود.
این روش تولید شامل مراحل نورد سرد، آج زنی و عملیات حرارتی است و میلگردهای A4 و A5 ممولا با این روش تولید می شوند
میکردآلیاژی:
استفاده از عناصر آلیاژی خاص در تولید میلگرد که منجر به افزایش استحکام و مقاومت میلگرد می گردد
معمولا میلگردهای A2 با این روش تولید می شوند
ترمکس:
ترکیبی از نورد گرم و عملیات حرارتی می باشد. افزایش استحکام و چکش خواری میلگرد از ویژگی های میلگرد های ترمکس است

## استانداردها
کشورهای مختلف علاوه بر پیروی از استانداردهای جهانی، استاندارد داخلی ای را نیز بر مبنای شرایط اقلیمی خود تعریف کرده‌اند. تولید میلگرد در ایران با توجه به سه استاندارد مختلف انجام می‌شود. تنها تفاوت استانداردهای موجود، مقاومت تسلیم و مقاومت کششی محصول نهایی است.

### استاندارد میلگرد
عنوان استاندارد میلگرد در ایران «میلگردهای فولادی گرم نوردیده برای تسلیح بتن – ویژگی‌ها و روش‌های آزمون» است در سال ۱۳۶۹ به شماره ۳۱۳۲ ISIRI توسط سازمان ملی استاندارد ایران تدوین شد. بعد از آن در سال ۱۳۹۲ مجدداً مورد بازنگری و تجدید نظر قرار گرفت.
استاندارد میلگرد ایران بر اساس مجموع ۷ استاندارد مختلف تدوین شده که شامل موارد زیر است:
- سازمان بین‌المللی استانداردسازی International Organization for Standardization (ISO) (ISO 6935 – 1:2007 و ISO 6935 – 2:2007)
- انجمن جوشکاری آمریکا American Welding Society (AWS) (4/D1.4M:2011)
- موسسه استاندارد ملی آلمان Deutsches Institut für Normung (DIN) (DIN 488 -1:2009، DIN 488 – 2:2009 و DIN 488 – 3:2009)
- استاندارد بین‌المللی ASTM که پیش‌تر با نام انجمن آمریکایی آزمایش و مواد شناخته می‌شد. (A 615/A 615M:2005)
- استاندارد کشورهای حوزه CIS و روسیه (GOST) [5781-82:1993]
- استاندارد بریتانیا Britain Standard (BS) (4449:2005+A2:2009)
- استاندارد صنعتی ژاپن Japanese Industrial Standards (JIS) (G3112:2010)

هدف اصلی تعریف این استاندارد که از سال ۱۳۷۱ اجرایی شد، مشخص کردن خصوصیات و روش آزمون میلگردهای ساده و آجدار مورد استفاده در ساختار بتن است. بعد از بازنگری استاندارد ایران در سال ۱۳۹۲، تعریف زیر برای میلگرد ارائه شد:
«محصول فولادی گرم نوردیده به شکل ساده یا آجدار با سطح مقطع گرد که به‌صورت کلاف یا شاخه‌ای بسته‌بندی می‌شود.» در این استاندارد، میلگردها به چهار دسته کلی، ساده، آجدار مارپیچ، آجدار جناقی و آجدار مرکب تقسیم می‌شوند که در بازار به نام‌های A1، A2، A3 و A4 شناخته می‌شوند.
استاندارد ۳۱۳۲ جزو استانداردهای ملی اجباری است؛ به این معنا که هر تولیدکننده میلگرد برای ارائه محصولات خود در کشور باید گواهینامه این استاندارد را کسب نماید.

### آیین‌نامه بتن ایران (آبا)
این آیین‌نامه در واقع کتابی است که توسط سازمان مدیریت و برنامه منتشر می‌شود. در فصل چهارم این آیین‌نامه، به محدوده مجاز وزن، قطر، مشخصات مکانیکی، تغییر شکل، جوش پذیری و شرایط نگهداری میلگرد اشاره شده‌است.

### استاندارد میلگرد روسی
استاندارد روسی میلگرد بر اساس استاندارد GOST 5781 سال ۱۹۹۴ کشور روسیه تدوین شده‌است. بر مبنای این استاندارد، شش نوع میلگرد A1، A2، A3، A4، A5 و A6 با مقاومت‌های کششی ۳۸، ۵۰، ۶۰، ۹۰، ۱۰۵، ۱۲۵ کیلوگرم بر میلی‌متر مربع تولید می‌شوند.
مقاومت تسلیم آن‌ها به ترتیب ۲۴، ۳۰، ۴۰، ۶۰، ۸۰ و ۱۰۰ کیلوگرم بر میلیمتر مربع است از این رو در استاندارد روسی با نام‌های A240، A300، A400، A600، A800 و A1000 نیز شناخته می‌شوند. در کشور ما با توجه به اینکه اولین فولادسازی‌ها توسط روس‌ها ساخته شده‌است، کماکان میلگرد با چهار استاندارد اول یعنی A1 تا A4 در بازار شناخته می‌شود.

### استاندارد آلمان (DIN 488)
در این استاندارد برای رسیدن به خواص گرید b500b از روش خنک کاری ترمکس استفاده می‌شود. در این روش ابتدا شمش فولادی را وارد فرایند نورد کرده و بلافاصله آن را از لوله‌های سرد عبور می‌دهند تا به دمای محیط برسد. تغییر دمای ناگهانی که از روش ترمکس حاصل می‌شود، منجر به اختلاف مقاومت در سطح و مرکز قطعه می‌شود. با وجود آنکه استاندارد DIN آلمان (Deutsches Institut für Normung) یکی از پرکاربردترین استانداردها در زمینه آهن آلات و مقاطع فولادی است، DIN 488 برای تولید انواع میلگردهای شاخه و کلاف فولادی در ایران چندان رایج نیست و شرکت‌های فولادی محدودی مانند ذوب آهن اصفهان، و فولاد بافق یزد این استاندارد را دریافت کرده‌اند.

## انواع میلگردها در بازار
طبقه‌بندی میلگردها بر اساس مقدار مشخصی از مقاومت در برابر نیروی کششی یا اصطلاحاً مقاومت مشخصه فولادی آن‌ها است. چهار دسته میلگرد قبلاً مشخص شده‌است که به تفکیک شرح داده می‌شود.

### میلگرد a1
جزو میلگردهای نرم بدون آج است که در رده مقاومتی ۲۴۰ قرار دارد و به میلگرد ساده نیز معروف است. هیچ آجی بر روی آن وجود ندارد و به لحاظ سختی در دسته میلگردهای نرم قرار می‌گیرد. این دسته از میلگردها گزینه مناسبی برای عملیات جوشکاری و آهنگری است و معروف به میلگرد داکتیل است.

### میلگرد a2
رده بعدی میلگردها است که آجدار است و در رده S340قرار می‌گیرد. این میلگرد جزء میلگردهای نیمه سخت محسوب می‌شود. در این میلگرد محوری در امتداد طول با یک سری دورپیچ به شکل مارپیچ نسبت به محور طولی قرار دارد. این دسته از محصولات، نسبت به نوع قبلی مقاومت بیشتری دارد. میلگرد a2 در ساختمان‌ها بیشتر در عملکردهای برشی مثل خاموت‌ها، کمرکش‌های دیوارهای برشی و… استفاده می‌شوند. برای جوشکاری توصیه شده‌است تا حد امکان بر روی این دسته میلگردها اجرا نشود و فقط در صورت اجبار بر روی آن جوشکاری شود. 

میلگرد آجدار با استاندارد A2 که به آن میلگرد سخت با آج ساده یا میلگرد نیمه‌نرم یا نیمه‌خشک و نیمه ترد نیز می‌گویند. ازنظر بصری آج‌های این میلگرد فنری شکل هستند و دارای تنش جاری ۳۰۰۰ kg/cm2، تنش گسیختگی ۵۰۰۰ kg/cm2 و تغییر شکل نسبی ۱۹ درصد است. میلگرد آجدار با استاندارد A2 امکان خاموت زنی دارد ولی بهتر است که برای جوشکاری از آن استفاده نشود.  

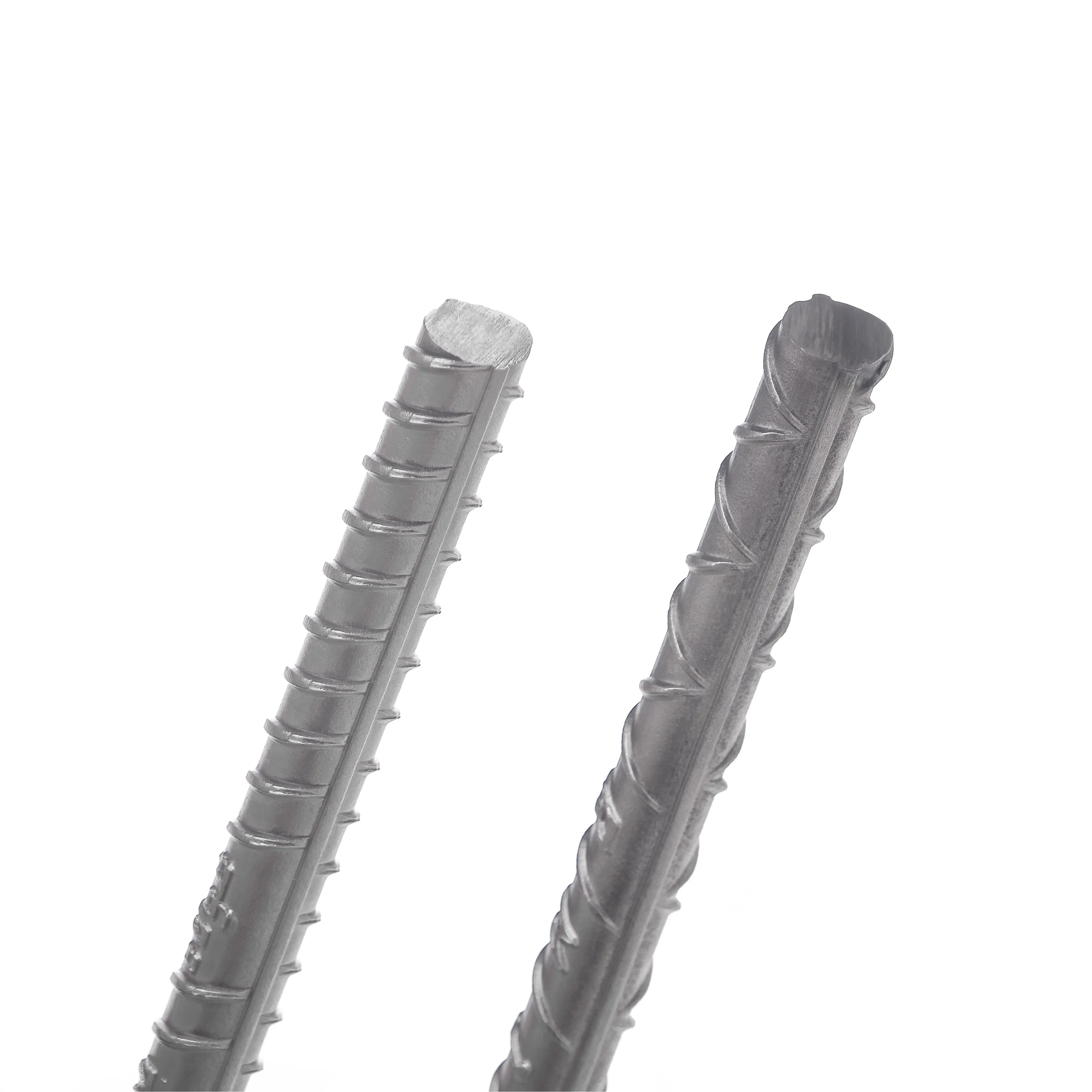
میلگرد A3 و A4

### میلگرد a3
این میلگردها آجدار بوده و آج‌های آن به شکل مارپیچ هستند. به لحاظ سختی این دسته از میلگردها در رده نیمه سخت قرار می‌گیرند. در این میلگرد شکل آج‌ها به صورت جناقی یا هشتی نسبت به محور طولی است. یک تفاوت میلگرد a2 و a3 در مقاومت محصول است که در میلگردهای a3 این مقاومت نسبت به دو نوع دیگر بالاتر است. به هیچ‌وجه عملیات جوشکاری بر روی آن انجام نمی‌شود. این محصول فولادی در میلگردهای اصلی سازه ازجمله میلگردهای طولی تیرها و ستون‌ها کاربرد دارد.

### میلگرد a4
رده بعدی و آخر میلگردها است که از محصولات سخت به‌شمار می‌رود و از لحاظ رده مقاومتی به عنوان میلگرد رده S500 شناخته می‌شود. آج‌ها به صورت مرکب نسبت به محور طولی است و این تمایز این میلگرد نسبت به سایر رده‌ها است. اخیراً در سازه‌ها از این مدل میلگرد به وفور استفاده می‌شود.
در صورتی که از این میلگرد در طراحی‌ها استفاده شود، حدوداً ۱ تا ۲ کیلو در هر مترمربع وزن میلگرد در مجموع سبک‌سازی می‌شود. قیمت این نوع از میلگردها نسبت به سایر رده‌ها بیشتر است و میزان آن به سایز آرماتور بستگی دارد.

## میگرد بستر
برای اولین بار درسال 1813 از میلگرد بستر در کشور های اروپایی برای ساخت و ساز استفاده شد آنها متوجه شدند که با استفاده از این میلگرد ها میتوان امنیت سازه ها در برابر لرزش های شدید تا حد بسیار زیادی بیشتر کنند. امروزه در اکثر کشورهای دنیا برای سازه ها از میلگرد بستر استفاده میشود. میلگرد های بستر از مفتول های فولادی  با ضخامت 4 به صورت آج دار ساخته میشود که وجود این آج ها موجب اصطحکاک خیلی خوب میلگرد با بتن میشود.

## خاموت

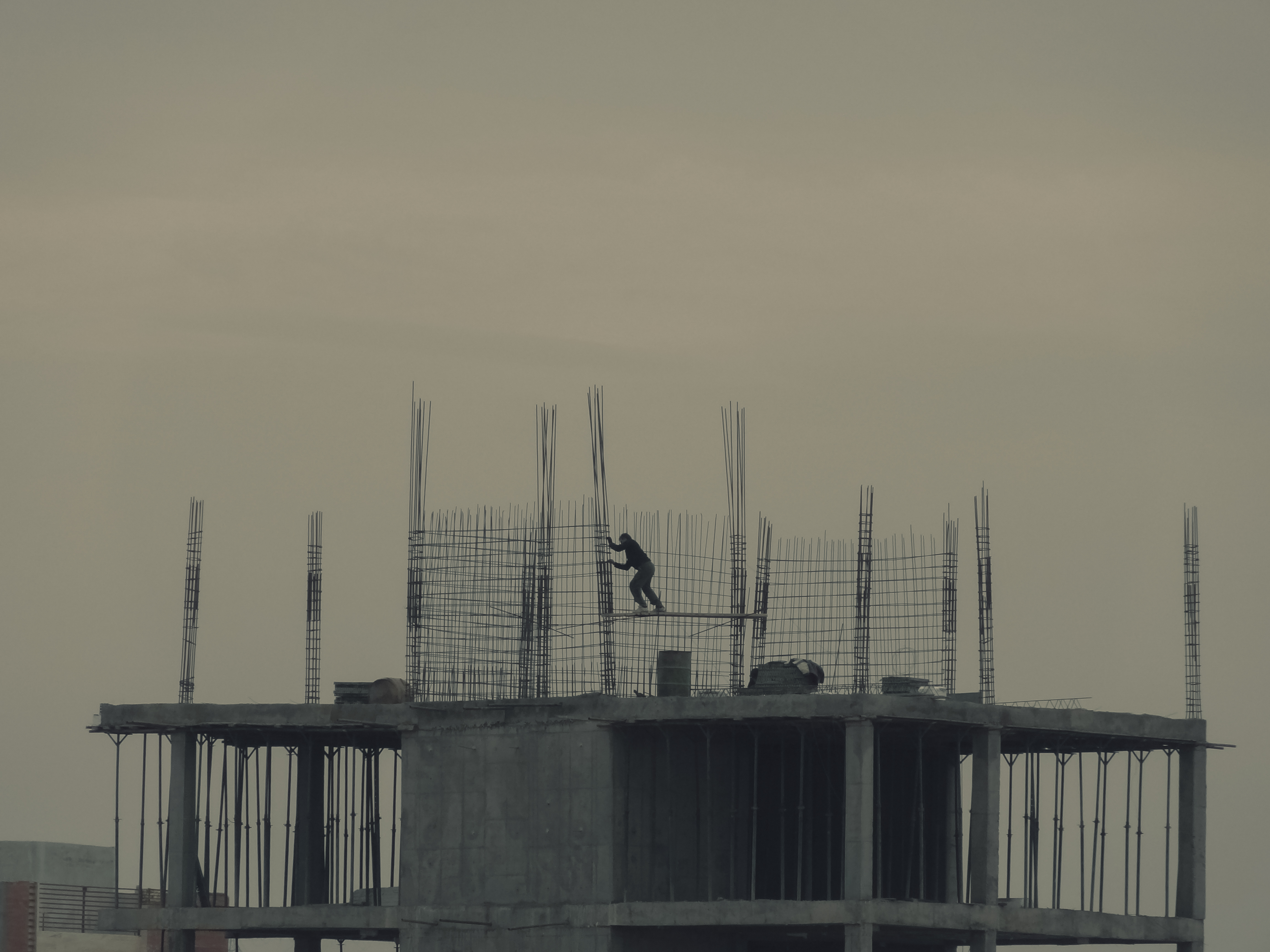
یک کارگر ساختمانی در حال آرماتوربندی میلگردهای یک سازه در ایران

آرماتورهای عرضی که برای مقاومت در برابر برش و پیچش به دور آرماتورهای طولی و اصلی در شناژها بسته می‌شوند و به نوعی اسکلت‌بندی ساختمان را تشکیل می‌دهند خاموت نام دارند.
از آرماتوربندی به برای قوی ساختن ساختمان، پل، سد و … استفاده می‌شود، آرماتوربند با بستن میل‌گردها به هم توسط سیم آن‌ها را به هم متصل می‌کند. البته بستن میل‌گرد و خم کردن نوک میل‌گرد امری ضروری است.
برای جلوگیری از بیرون زدگی آرماتورهای طولی در اثر کمانش، تحمل نیروهای برشی و جلوگیری از گسترش ترک از خاموت استفاده می‌شود. قطر خاموت و فاصلهٔ آن‌ها از یکدیگر با توجه به نیروهای وارده طراحی و محاسبه می‌شود. با توجه به آسیب‌پذیر بودن آرماتورها در برابر رطوبت و همچنین کاهش مقاومت آرماتورها در صورت وقوع آتش‌سوزی و گرم شدن بیش از حد، لازم است میل‌گردها توسط لایه‌ای از بتن پوشیده شود.

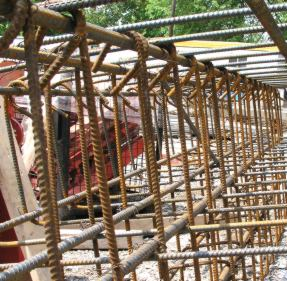
قفس بسته شده میل‌گردها. این قفس قبل از بتن ریزی در بتن درجا تعبیه می‌شود تا مقاومت کششی آن افزایش یابد.

### اسپیسر میل‌گرد
فضاساز میل‌گرد که در اصطلاح اسپیسر نامیده می‌شود قطعه ای فلزی، بتنی، چوبی یا پلاستیکی است؛ که در میان قالب بتن و میل‌گرد، یا بین میل‌گردها قرار می‌گیرد. هدف از نصب اسپیسر در فضای میان میل‌گرد و قالب، ویا بین میل‌گردها، جلوگیری از جابجایی میل‌گردها حین بتن ریزی و در نتیجه عواقب ناشی از آن می‌باشد. این قطعه با تأمین ضخامت لازم بتن روی میل‌گرد، در واقع از رسیدن عوامل خورنده به آرماتور جلوگیری کرده و سبب افزایش طول عمر بتن و میل‌گرد می‌گردد. شاید برای شما نیز این سؤال پیش آمده باشد که استفاده از کدام نوع اسپیسر مقرون به صرفه تر بوده و سبب بهبود عملکرد بتن مسلح می‌شود. در ادامه قصد داریم شما را با انواع مختلف این محصول و مزایا و معایب هریک آشنا سازیم.

### مقاومت کششی
حداکثر مقاومت کششی یا تنش گسیختگی، از تقسیم حداکثر بار ثبت شده در آزمایش کشش بر سطح مقطع اولیه به دست می‌آید.

## جدول اشتال میل‌گرد
جدول اشتال میل‌گرد شامل اطلاعات استاندارد موردنیاز صنعت ساختمان سازی طبق استاندارد مؤسسه استاندارد آلمان (DIN) است، محبوبیت این جدول در بین مهندسین سازه به دلیل تولید محصولات فولادی ایران بر اساس استاندارد اشتال است.
این جدول دارای اطلاعات جامع دربارهٔ وزن، سطح مقطع، گشاور مقاوم و همچنین چندین آیتم دیگر است. از جدول اشتال برای بازار فولاد و آهن نیز استفاده می‌کنند. مهم‌ترین بخش استفاده از آن، محاسبه کردن وزن مقاطع مثل میل‌گرد، تیرآهن و تعدادی از فولادهای ساختمانی است.

## خصوصیات فیزیکی
فولاد ضریب انبساط حرارتی تقریباً یکسانی با بتن مدرن دارد. اگر چنین نبود، در اثر تنش‌های طولی و شعاعی اضافی در دماهای متفاوت از دمای محیط، مشکلاتی ایجاد می‌شد. اگرچه میل‌گرد دارای دنده‌هایی است که آن را به صورت مکانیکی به بتن متصل می‌کند، اما در اثر تنش‌های زیاد ممکن است از آن خارج شود که غالباً با فروپاشی در مقیاس بزرگت همراه است. برای جلوگیری از چنین خرابی، میل‌گرد یا عمیقاً در اعضای سازه مجاور قرار می‌گیرد (قطر ۴۰ تا ۶۰ برابر) یا انتهای آن خم شده و قلاب شده‌است تا آن را در اطراف بتن و میل‌گرد دیگر قفل کند. این روش اول باعث افزایش اصطکاک میله در محل می‌شود، در حالی که روش دوم از مقاومت فشاری بالا بتن استفاده می‌کند.
میل‌گرد معمولی از جنس فولاد گرمادیده بدون پرداخت سطحی ساخته می‌شود و این خود باعث زنگ زدگی می‌شود. به‌طور معمول، پوشش بتنی قادر است تا مقادیر PH بالاتر از ۱۲، میل‌گرد را از واکنش خوردگی محافظت کند. پوشش بتونی بسیار کم می‌تواند این محافظ را از طریق کربناسیون از سطح و نفوذ نمک به سطح به خطر بیندازد. پوشش بتونی بیش از حد می‌تواند باعث ایجاد ترک‌های بزرگتر شود که باعث مقاومت موضعی را به خطر می‌اندازد. از آنجا که زنگ زدگی حجم بیشتری نسبت به فولادی که از آن تشکیل شده‌است به خود می‌گیرد، باعث فشار شدید داخلی به بتن می‌شود و منجر به ترک‌خوردگی، پاشیدگی و در نهایت خرابی ساختاری می‌شود. این پدیده به عنوان جک اکسید شناخته می‌شود. این یک مشکل خاص است که بتن در معرض آب نمک است، همان‌طور که در پل‌هایی که در کاربردهای دریایی اعمال می‌شود ویا پاشیدن نمک در جاده‌های زمستانی رخ می‌دهد. حتی میله‌های آسیب دیده عملکرد بهتری نسبت به آرماتورهای بدون پوشش نشان داده‌اند، اگرچه مسائلی در مورد جداسازی پوشش اپوکسی از میله‌ها و خوردگی در زیر فیلم اپوکسی گزارش شده‌است.این میله‌ها در بیش از ۷۰٬۰۰۰ عرشه پل در ایالات متحده آمریکا استفاده می‌شود.
میل‌گرد پلاستیکی تقویت شده با فیبر نیز در محیط‌هایی با خوردگی بالا استفاده می‌شود. در اشکال مختلف مانند مارپیچ هایب برای تقویت ستون‌های استوانه‌ای، تیرهای معمولی و مشبک موجود است. بیشتر میل‌گردهای تجاری در دسترس از الیاف یک جهته تنظیم شده در رزین پلیمر ترموست ساخته شده‌است و اغلب به آن فیبرهای پلیمری تقویت‌شده (FRP) گفته می‌شود.

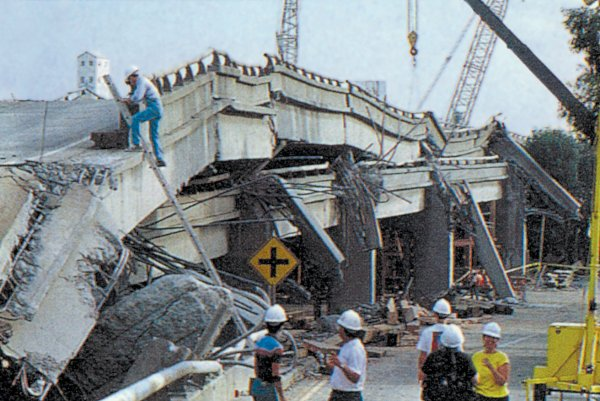
پل فروریخته

برخی از ساخت و سازهای ویژه مانند تأسیسات تحقیقاتی و تولیدی با وسایل الکترونیکی بسیار حساس ممکن است نیاز به استفاده از تقویت کننده‌ای داشته باشد که برای برق غیر رسانا باشد و اتاقهای تجهیزات تصویربرداری پزشکی ممکن است برای جلوگیری از تداخل، به خواص غیر مغناطیسی نیاز داشته باشند. میل‌گرد FRP، دارای انواع فیبرهای شیشه‌ای دارای رسانایی الکتریکی کم و غیر مغناطیسی هست که، معمولاً برای چنین نیازهایی استفاده می‌شود. میل‌گرد از جنس فولاد ضدزنگ با نفوذپذیری مغناطیسی کم در دسترس است و گاهی اوقات برای جلوگیری از مشکلات تداخل مغناطیسی استفاده می‌شود.
فولاد تقویت شده همچنین می‌تواند در اثر ضربه‌هایی مانند زلزله جابجا شود و منجر به خرابی ساختاری شود. نمونه بارز آن فروپاشی خیابان Cypress Viaduct در اوکلند، کالیفرنیا در نتیجه زلزله سال ۱۹۸۹ لوما پریتا است که باعث ۴۲ کشته شد. زمین‌لرزه باعث از هم پاشیدن میل‌گردها از بتن و کمانش میل‌گرد می‌شود. طرح‌های به روز شده ساختمان، از جمله میل‌گردهای پیرامونی بیشتر، می‌توانند از این نوع از خرابی‌ها جلوگیری کنند.

### طبقه‌بندی فولاد میل‌گرد
میل‌گردها براساس مقدار معینی از مقاومتشان در برابر نیروی کششی طبقه‌بندی می‌شوند که در اصطلاح به آن مقاومت مشخصه میل‌گرد می‌گویند. میل‌گردهایی که در ایران تولید می‌شود (طبق استاندارد روسی)، به سه گروه کلی تقسیم می‌شود: میل‌گرد نوع A-1، میل‌گرد نوع A-2 و میل‌گرد نوع A-3. در کارگاه ساختمانی نیز، از لحاظ رده مکانیکی یا شکل ظاهری به‌طور کلی به چهار دسته A1، A2، A3 و A4 تقسیم‌بندی می‌شوند. میل‌گرد A1 (نرم بدون آج): اولین گروه، میل‌گردهای A1 می‌باشند که اسم آئین‌نامه آن‌ها 240F یا رده مقاومتی ۲۴۰ هستند که به میل‌گردهای A1 یا ساده معروفند و هیچ گونه شکل آج بر روی آن‌ها وجود ندارد. مقاومت تسلیم و مقاومت کششی آن به ترتیب ۲۴۰۰ و ۳۶۰۰ کیلوگرم بر سانتی‌متر مربع می‌باشد. میل‌گرد A2 (نیمه سخت با آج ساده): رده بعدی میل‌گردهای A2 هستند که به شکل آجدار بوده و از لحاظ طبقه‌بندی در رده S340 دسته‌بندی می‌شوند. در واقع این میل‌گرد یک محور در امتداد طولی بوده و یک سری دورپیچ به صورت مارپیچ نسبت به این محور طولی قرار گرفته‌اند. این محصولات از لحاظ مقاومتی نسبت به میل‌گردهای A1 مقاوم تر می‌باشد. مقاومت تسلیم این میل‌گردها نیز ۳۴۰۰ و مقاومت کششی آن‌ها ۵۰۰۰ کیلوگرم بر سانتی‌متر مربع می‌باشد. میل‌گرد A3 (سخت با آج پیچیده): دستهٔ سوم، میل‌گردهای آجدار با شکل آج مارپیچ می‌باشند. شکل آج‌ها در این میل‌گرد نسبت به محور طولی به صورت جناقی (هشتی شکل) می‌باشند و از لحاظ مقاومت نیز نسبت به میل‌گردهای A1 و A2 مقاومت بالاتری دارند.

#### کشش میل‌گرد
میل‌گردهای کششی که با این فناوری ساخته می‌شوند در بازار به نامهای میل‌گردهای دهم دار و صدم دار مشهور هستند. می‌توان گفت که کشش میل‌گرد به اندازه بسیار بالایی وابسته به قالب‌هایی است که در این امر مورد بهره‌برداری قرار می‌گیرند، مواد استفاده شده در این قالب‌ها از تنگستن است و میزان دقت بالایی در ساخت آنها اعمال شده‌است.
قبل از اعمال کشیدگی میل‌گرد روی آنها عملیاتی انجام می‌شود نظیر شستن میل‌گردها درون وان‌های بسیار بزرگی از آب و اسید که باعث می‌شود همه آلودگی‌ها از روی آنها پاک شود.
مرحله دوم باید سریعتر میل‌گردها تراشیده شوند تا بتوان آنها را در قالب وارد کرد و پس از آن عملیات کشش میل‌گرد انجام می‌شود. مرحله بعدی عملیاتی است که در دستگاه کشش انجام می‌شود و باعث باریک شدن میل‌گردها می‌شود.
مرحله بعد گرفتگی کجی و صاف کردن ایرادات و کجی هاست و در اتمام بسته‌بندی و فروش. قبل از آن باید برای دوستانی که در خصوص تست کششی میل‌گرد چیزی نمی‌دانند توضیح دهیم که این آزمون بر اساس استاندارد astm البته در کشور ما استاندارد تعریف شده مونوپولی وجود دارد، اما astm یک استاندارد واحد و جهانی است. مطمئناً یک سازه بتنی تمام توان و مقاومتش به قدرت میل‌گردها است. این آزمون می‌تواند تشخیص دهد که کشش یک میل‌گرد بنا به ویژگی‌های فیزیکی، شیمیایی و مکانیکی آن چگونه است.

## اصطلاحات تخصصی و فنی میلگرد
در جدول اشتال برای میل‌گرد اصطلاحاتی وجود دارد که هر کدام از آن‌ها نشان دهنده شاخصه‌ای هستند، در جدول زیر اصطلاحات تخصصی و فنی میل‌گرد را ملاحظه می‌فرمایید:
| اصطلاحات       | نماد | تعاریف |
| -------------- | ---- | --- |
| قطر اسمی       | d    | قطر اسمی میل‌گرد برابر با نمره میل‌گرد است، به طوری که اگر نمره یک میل‌گرد 20 باشد قطر اسمی آن نیز 20 خواهد بود. |
| سطح مقطع اسمی  | An   | این شاخصه نشان‌دهنده مساحت سطح مقطع میلگرد است، که معمولا قطر اسمی میل‌گرد تقسیم بر 2 و سپس به توان 2 ضربدر عدد پی است. |
| آج             | -    | به هرگونه برجستگی چه عرضی چه طولی آج گفته می‌شود. |
| ارتفاع آج عرضی | h1   | به میزان فاصله بالاترین نقطه آج تا سطح خارجی میل‌گرد ارتفاع آج عرضی گفته می‌شود. |
| ارتفاع آج طولی | H2   | فاصله بین یک نقطه روی آج طولی میلگرد و سطح خارجی بدنه آن، به گونه‌ای که بر محور عرضی میلگرد عمود باشد. |
| گام آج         | c    | فاصله بین مرکز 2 آج متوالی به طوری که با محور طولی میلگرد موازی باشد. |
| زمینه میل‌گرد   |      | قسمت‌هایی از سطح مقطع و سطح جانبی میلگرد که فاقد هرگونه آج طولی یا عرضی باشند، به عنوان "سطوح صاف" یا "سطوح بدون آج" شناخته می‌شوند. این بخش‌ها معمولاً در فرآیند تولید میلگرد به وجود می‌آیند و ممکن است تأثیراتی بر پیوستگی و چسبندگی میلگرد با بتن داشته باشند، به‌خصوص در سازه‌هایی که نیاز به استحکام بالا دارند. |

## استفاده از میل‌گرد بدون آج به عنوان میل گرد حرارتی
متأسفانه بعضی مهندسان با دلایل گوناگون سعی می‌کنند از این میلگردها به عنوان میلگردهای حرارتی در سقف‌ها بهره بجویند. آن‌ها از این توجیه استفاده می‌کنند که میلگردهای حرارتی نقش سازه ای ندارند و لذا استفاده از آن‌ها به عنوان میل‌گرد حرارتی هیچ مانعی ندارد. امّا باید توجه نمود که در بند یادشده آیین‌نامه کاملاً موارد استفاده از این میل‌گرد را مشخص نموده؛ لذا استفاده از آن‌ها به عنوان میلگرد حرارتی نوعی اشتباه طراحی و اجرایی متداول می‌باشد.

## استفاده مجدد و بازیافت

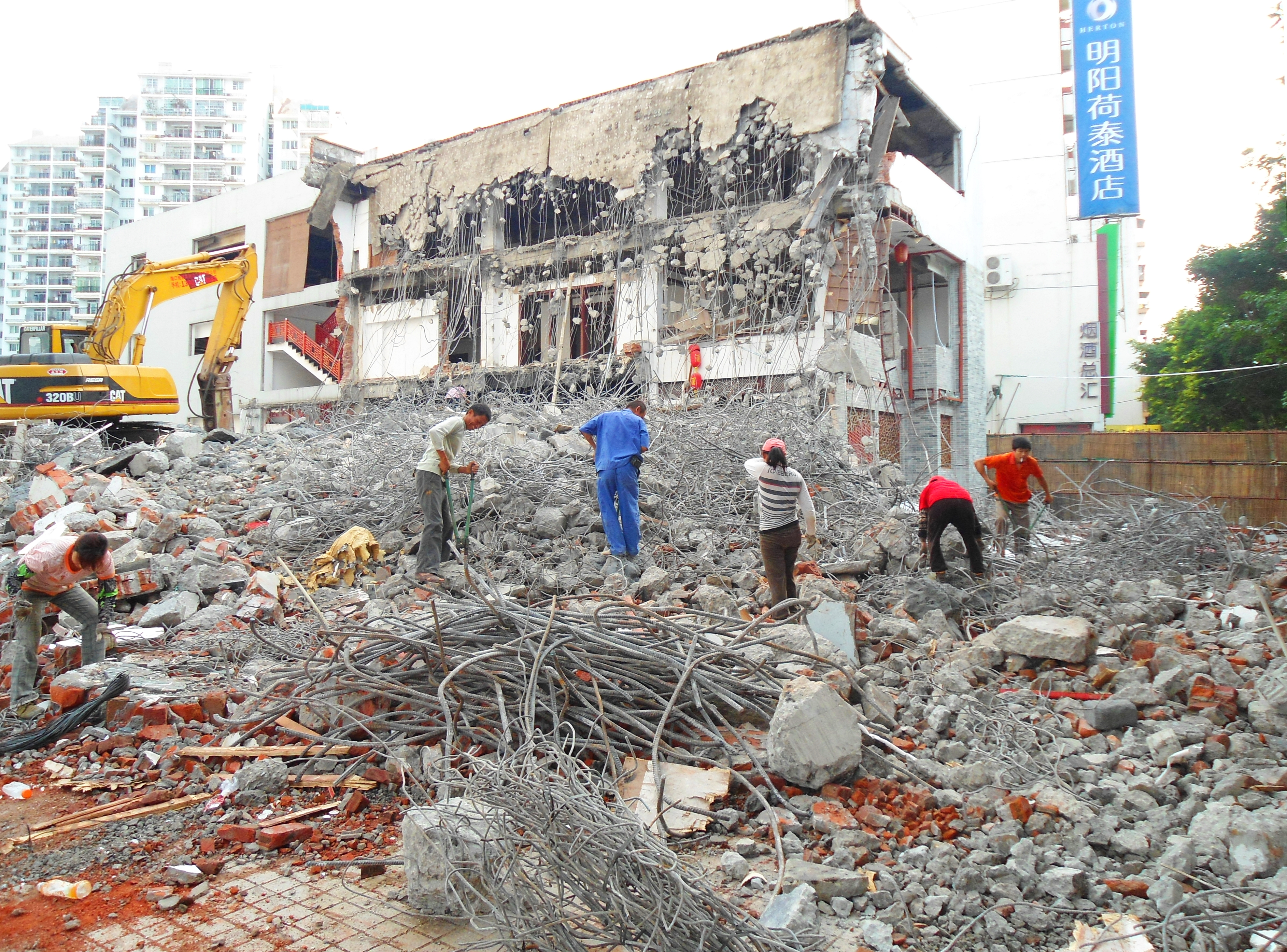
کارگران در حال استخراج میلگرد از آوار تخریب

در بسیاری از کشورها پس از تخریب یک سازه بتونی، کارگران برای برداشتن میل‌گردها فراخوانده می‌شوند. آنها سایت تخریب را تمیز می‌کنند، این‌ها فلز را با استفاده از قیچی مفتول بری، تجهیزات جوشکاری و برش، پتک و سایر ابزارها استخراج می‌کنند. این فلز تا حدودی صاف شده، بسته‌بندی شده و فروخته می‌شود.
میل‌گرد، مانند تقریباً تمام محصولات فلزی، می‌تواند به صورت قراضه بازیافت شود. معمولاً با سایر محصولات فولادی ترکیب می‌شود، ذوب می‌شود و دوباره شکل می‌گیرد.

## ایمنی

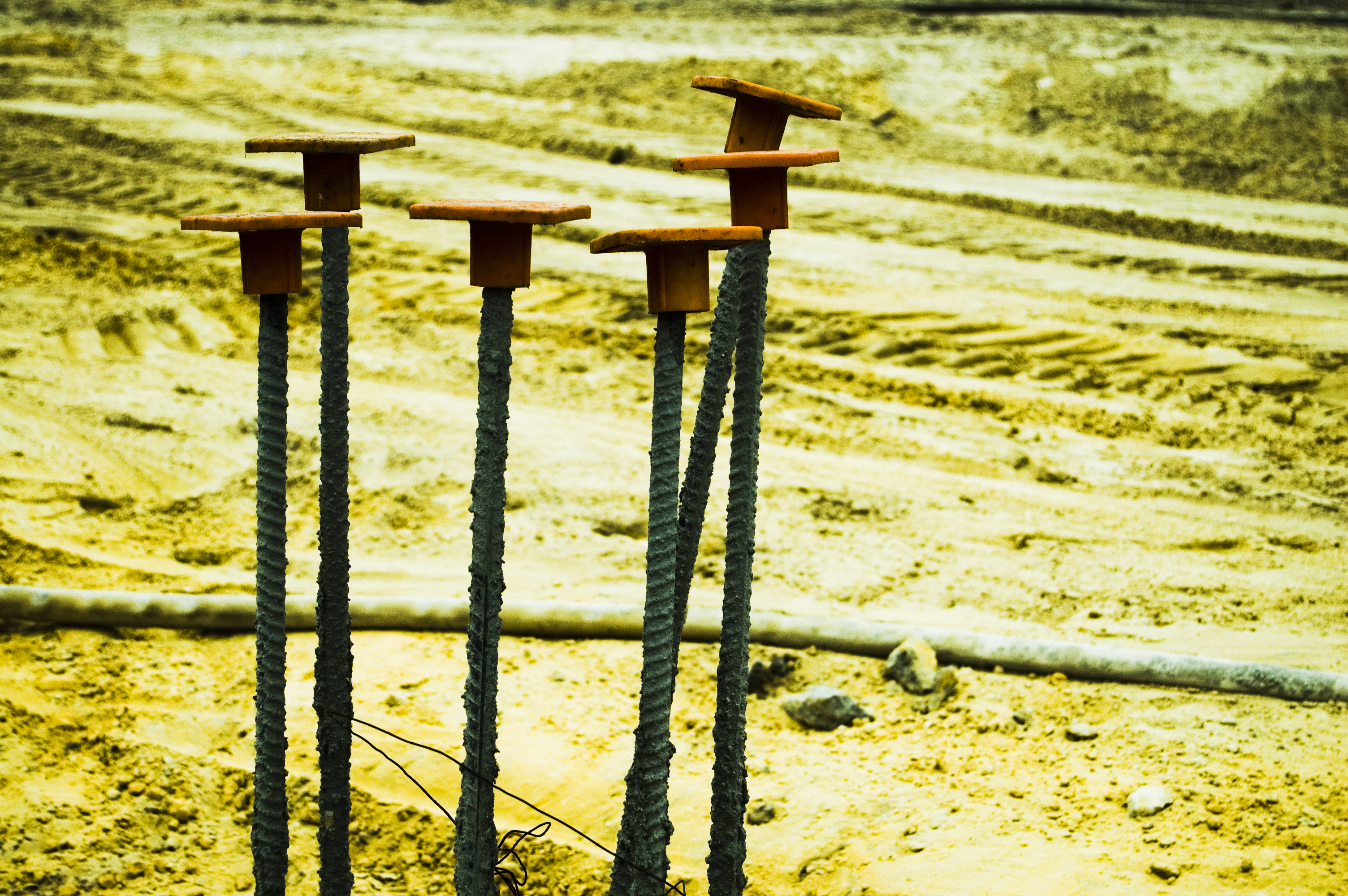
میلگردهایی با کلاهک‌های ایمنی نصب شده قبل از پوشش بتن

برای جلوگیری از آسیب، انتهای برجستهٔ میل‌گردهای فلزی غالباً خم شده یا با درپوش‌های مخصوص پلاستیکی "plate" تقویت شده با فولاد، پوشانده می‌شوند. درپوش‌ها ملقب به "mushrooms" ممکن است از خراش و سایر صدمات جزئی محافظت کنند، اما در مقابل فرورفتگی هیچ محافظتی نمی‌کنند.